# مجاهدي شرق إندونيسيا
مجاهدي شرق إندونيسيا (بالإندونيسية: Mujahidin Indonesia Timur) هي جماعة تصنف على أنها جماعة إرهابية تعمل خارج بوسو في سولاوسي في إندونيسيا. قاد الجماعة أبو وردة (المعروف أيضًا باسم سانتوسو) حتى قتله على أيدي الشرطة الإندونيسية في 18 يوليو 2016. وتعهدت الجماعة بالولاء لتنظيم الدولة الإسلامية.
تم حظر مجاهدي شرق إندونيسيا من قبل مجلس الأمن التابع للأمم المتحدة في إطار لجنة الجزاءات المفروضة على القاعدة في 29 سبتمبر 2015. صنفت وزارة الخارجية الأمريكية مجلس الأمن التابع للأمم المتحدة منظمة إرهابية.
نفذت مجلس الأمن التابع للأمم المتحدة عملياتها بشكل كبير داخل سولاوسي لكنها هددت بمهاجمة أهداف في جميع أنحاء إندونيسيا. عادة ما تجنبت عمليات الجماعة العمليات التي من شأنها أن تتسبب في وقوع إصابات بين المدنيين، ولكن ورد أنها كانت متورطة في اشتباكات بين المسلمين والمسيحيين في مقاطعة مالوكو بين عامي 1999 و2002.

## روابط الأويغور
تم استخدام جوازات السفر من قبل الأويغور الذين كانوا يسعون للاتصال بجماعة مجاهدي إندونيسيا. يسافر الأويغور المتحالفون مع تنظيم الدولة الإسلامية إلى إندونيسيا للمشاركة في هجمات إرهابية ضد الشيعة والمسيحيين والحكومة الإندونيسية، خلال هجوم إرهابي في وسط سولاوسي قتل أحد الأويغور واسمه فاروق على أيدي أفراد الأمن الإندونيسيين في نوفمبر، وأوغور آخر ألقي القبض عليه بتهمة التخطيط لهجوم إرهابي. تم الاتصال بالصين من قبل الحكومة الإندونيسية التي طلبت المساعدة في مواجهة أعضاء الأويغور في المنظمات الإرهابية في إندونيسيا. اعتقلت إندونيسيا انتحاريًا محتملًا يُدعى علي وهو من الأويغور في 24 ديسمبر 2015.

## قتل الأعضاء والاشتباكات
في 18 يوليو 2016 زعمت القوات الإندونيسية أنها أطلقت الرصاص وقتلت زعيم مجاهدي شرق إندونيسيا واسمه سانتوسو. قتل أنديكا إيكا بوترا أحد الأعضاء المتبقين في مجاهدي شرق إندونيسيا في 14 سبتمبر 2016. كما قتل سوبرون على يد فرقة عمل عملية تينومبالا في 19 سبتمبر 2016. في 16 مايو 2017 قتل اثنان من مقاتلي مجاهدي شرق إندونيسيا في تبادل لإطلاق النار مع القوات الإندونيسية في بوسو، وأصيب جندي إندونيسي في العملية.
في 23 يوليو 2019 ألقت السلطات الإندونيسية القبض على اثنين من الإرهابيين المشتبه بهم على صلة بجماعة أنشاروت دولاه ومجاهدين إندونيسيا تيمو في مدينة بادانج غرب سومطرة. حاصرت السلطات الطرق المحتملة التي يستخدمها الإرهابيون دون اعتقالات أخرى.